# The Great Train Robbery (film)

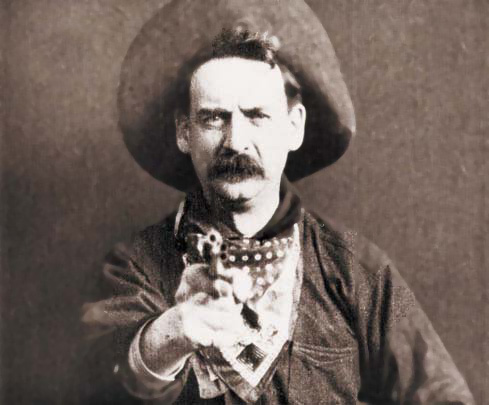
Een van de overvallers schiet op het publiek

The Great Train Robbery was de eerste Amerikaanse western. Deze is gebaseerd op het gelijknamige toneelstuk van Scott Marble en uitgebracht in 1903. De film werd geregisseerd door Edwin S. Porter, een vroegere medewerker van Thomas Edison.
Hoewel de film slechts twaalf minuten lang is, wordt hij beschouwd als een mijlpaal in de filmgeschiedenis.

## Verhaal
De film bestaat uit 14 scènes.
Twee overvallers beroven de kaartjesverkoper op een station. Hierna binden ze hem vast. Vervolgens klimmen ze aan boord van een vertrekkende trein. Onderweg plunderen ze de postkamer. Hierna dwingen ze de machinist om te stoppen. Ze dwingen alle passagiers om hun bezittingen af te geven.
Intussen wordt de vastgebonden kaartjesverkoper bevrijd door een klein meisje. Hij slaat vervolgens alarm in de saloon waar de sheriff met zijn mannen aan het dansen is. De sheriff en zijn mannen gaan achter de trein aan. De vluchtende boeven worden te paard achtervolgd. Een schietpartij volgt en de overvallers worden neergeschoten.

## Rolverdeling
De hoofdrollen werden gespeeld door:
| Acteur                 | Personage                                           | Nota      |
| ---------------------- | --------------------------------------------------- | --------- |
| Broncho Billy Anderson | speelt drie rollen: overvaller, passagier en danser | onvermeld |
| A.C. Abadie            | sheriff                                             | onvermeld |
| Justus D. Barnes       | overvaller                                          |           |
| Adam Charles Hayman    | overvaller                                          |           |
| Walter Cameron         | sheriff                                             | onvermeld |
| Mary Snow              | klein meisje                                        | onvermeld |
| Donald Gallaher        | kleine jongen                                       | onvermeld |

## Achtergrond
Edwin S. Porters western markeerde de komst van de moderne film. Met opnamen op locatie, camerabewegingen en parallelmontage ontstond een stijl die in de loop van twintig jaar zou worden geperfectioneerd door Charlie Chaplin, Mack Sennett en D.W. Griffith. De film is gebaseerd op de echte overval op een Union Pacific-trein door de Hole in the Wall-bende op 29 augustus 1900. De film toont in 12 minuten en 14 ononderbroken scènes alle stijlfiguren die het westerngenre zouden definiëren. Het filmisch relaas van een treinoverval blinkt uit in snelheid en spanning waarmee het succes verzekerd was bij het publiek dat niet gewend was aan dergelijk opwindend amusement op het witte doek.